# Giovanni Legrenzi
Giovanni Legrenzi (Clusone (enllaç en italià) (a prop de Bèrgam), 12 d'agost de 1626 - ? Venècia, 27 de maig de 1690) fou un compositor italià. Va ser un dels compositors del Barroc més destacats, conegut a Europa per la seva perfecta tècnica contrapuntística, així com per les seves composicions en el terreny de la sonata, el concert i la fuga per a orgue.

## Biografia
Giovanni Legrenzi va rebre les primeres lliçons musicals de la mà del seu pare, violinista dels serveis religiosos de la seva vila natal. Va continuar els estudis a Bèrgam i més endavant a Venècia amb Giovanni Rovetta i Carlo Pallavicino. A la seva tornada a Bèrgam el 1645 va ser nomenat organista de Santa Maria la Major], lloc que va ocupar fins al 1656, any en què va obtenir el lloc de mestre de capella de l'Acadèmia de l'Esperit Sant de Ferrara. Va ser aquí on es van representar les seves primeres òperes, escrites sobre llibrets del marquès Bentivoglio. El 1665 va abandonar Ferrara per motius desconeguts.
En 1668 va ser sous-mâitre de la capella reial francesa a París. Torna a Itàlia el 1671 i fixa la seva residència a Venècia, on anirà ocupant al llarg dels anys diferents càrrecs, així el 1671 va ser mestre del cor del conservatori de Mendicanti, i on va tenir alumnes com Carlo Francesco Pollarolo; el 1677, responsable dels oratoris de l'església de Santa Maria della Fava; el 1681, vicemestre de capella de la Basílica de Sant Marc i mestre de la mateixa el 1685.
A partir d'aquell moment es va consagrar a la música religiosa, a la composició d'oratoris i és possible que a la música instrumental. Va organitzar concerts a casa seva en els quals s'interpretava la seva música i la dels seus deixebles, entre els que estaven Antonio Biffi, Francesco Gasparini i el seu nebot Giovanni Varischino, que va heretar tots els seus manuscrits, i sembla que també va rebre les seves lliçons el joglar espanyol Lucas Ledesma portat allà pel Comte de Lemos.
Va morir a Venècia el 1690 als 64 anys i les seves restes descansen a l'església de Santa Maria della Fava.
Legrenzi va exercir una gran influència per haver estat mestre dels principals compositors italians de la generació següent. També va influir en Antonio Vivaldi i Johann Sebastian Bach.
Ocupa també un lloc de rellevància en la història del teatre i de la música instrumental. Tanmateix, va ser a les partitures teatrals on va donar proves de tot el seu art instrumental. Va conrear amb preferència l'òpera heroico-còmica, barrejant amb habilitat el tràgic i el dramàtic, el còmic i el satíric, utilitzant elements populars tals com ritmes i cançons.

## Obra

### Música instrumental
- Concerti musicali per uso di chiesa, op. 1 (1654)
- Sonate a 2 e 3, op. 2 (1655)
- Sonate da chiesa, da camera, op. 4 (1656)
- Sonate a 2 – 6 stromenti, op. 8 (1663)
- La Cetra, sonate a 2 – 4 stromenti, op. 10 (1673)
- Balletti e Correnti a 5 stromenti, con basso continuo, op. 16 (1691)

### Música vocal
- Harmonía d'affetti devoti, op. 3, a 2 – 4 voces (1655)
- Salmi a 5, op. 5, a 3 voces y 2 violines (1657)
- Sentimenti devoti espressi con la música, op. 6, a 2 – 3 voces (1660)
- Compiete con le Lettanie e Antifone a 5 voces, op. 7 (1662)
- Sacri e festivi consentí a 2 cori con strumenti, op. 9 (1667)
- Acclamationi divote a voce sola, op. 10 (1670)
- Cantate e Canzonette a voce sola, op. 12 (1676)
- Idee armoniche estese per 2 e 3 voci, op. 13 (1678)
- Echi di riverenza di Cantate e Canzoni, op. 14 (1678)
- Motetti a 2 e 3 voci, op. 15 (1689)
- Motetti sacri a voce sola con 3 strumenti, op. 17 (1692)

### Oratoris (inèdits)
- Oratorio del Giudizio (1665)
- Sedecia e Il Prezzo del cuore humano (1676)
- Gli Sponsali d'Ester (1676)
- La Morte del cuor penitente (1705)

### Música teatral
- Eteocle e Polinice (1675)
- Germanico sul Reno (1676)
- Totila (1677)
- Giustino (1683)